# Singoli al numero uno nella Billboard Hot 100 nel 1997

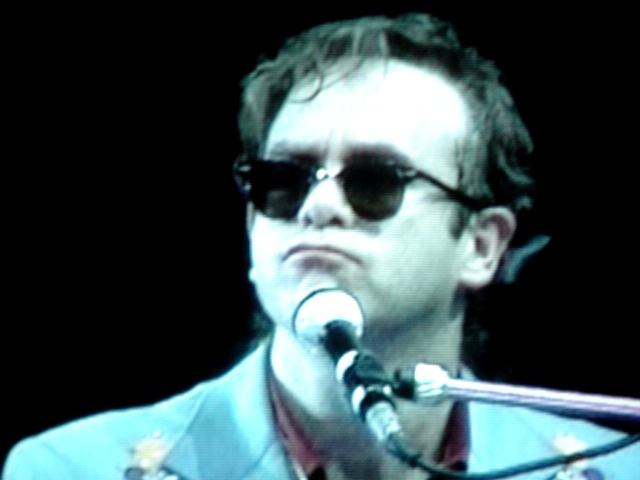
Elton John totalizzò quattordici settimane in vetta alla classifica con il doppio singolo Candle in the Wind 1997 / Something About the Way You Look Tonight, dedicato alla memoria di Lady Diana Spencer. 12 delle 14 settimane furono registrate nel 1997, divenendo il singolo con la più lunga permanenza dell'anno in vetta alla classifica. Inoltre, il brano anche raggiunto la prima posizione della classifica di fine anno, la Billboard Year-End Hot 100, per le migliori prestazioni generali registrate durante l'anno.

Di seguito è riportata la lista dei singoli al numero uno nella Billboard Hot 100 nel 1997.
La Billboard Hot 100 è una classifica musicale che considera le canzoni più di successo negli Stati Uniti. I dati sono redatti dalla compagnia Nielsen SoundScan, prendendo in considerazione le vendite fisiche e i passaggi radiofonici di ogni singolo e, in seguito, la classifica finale viene pubblicata settimanalmente dalla rivista Billboard.
Nel 1997 sono stati 9 i singoli che hanno raggiunto la prima posizione della classifica, ai quali si aggiunge Un-Break My Heart di Toni Braxton che aveva iniziato il suo dominio nel 1996. Durante l'anno, sette artisti hanno raggiunto per la prima volta la vetta della Billboard Hot 100, ovvero: le Spice Girls, Puff Daddy, Ma$e, The Notorious B.I.G., gli Hanson, Faith Evans e i 112. The Notorious B.I.G. fu il quinto artista a raggiungere la prima posizione in classifica postumo, dopo la sua morte nel marzo 1997. Puff Daddy, Ma$e e The Notorious B.I.G. furono gli unici artisti a raggiungere la vetta più di una volta durante l'anno: Puff Daddy vi riuscì tre volte, mentre Ma$e e The Notorious B.I.G. due volte ciascuno.
Candle in the Wind 1997 / Something About the Way You Look Tonight, doppio singolo del cantante britannico Elton John, è stato il brano con la più lunga permanenza in vetta alla classifica dell'anno, con 12 settimane consecutive registrate nel 1997 e altre due aggiuntive nel 1998. Ad eccezione di 4 Seasons of Loneliness dei Boyz II Men, che ha trascorso una sola settimana alla prima posizione, tutti gli altri singoli hanno regnato per almeno due settimane.
Durante il 1997 furono tre i brani che debuttarono direttamente all'apice della Billboard Hot 100, ovvero I'll Be Missing You di Puff Daddy & Faith Evans featuring 112, Honey di Mariah Carey e Candle in the Wind 1997 / Something About the Way You Look Tonight di Elton John. Inoltre, proprio grazie a Honey, Mariah Carey ottenne la sua 12ª numero uno della carriera, infrangendo il record per il maggior numero di singoli al numero uno tra le artiste donne, superando Madonna e Whitney Houston.

## Hot 100

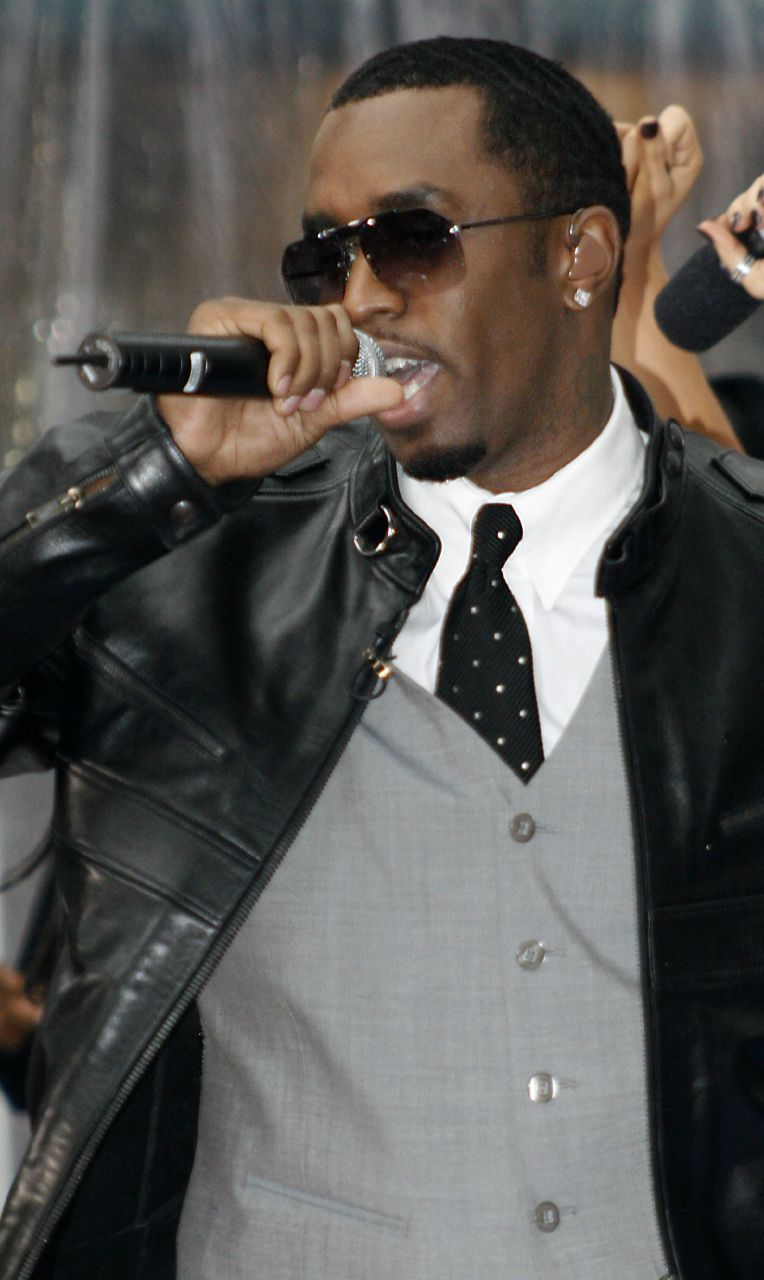
Puff Daddy piazzò tre suoi diversi singoli al primo posto nel 1997.

| † | Indica la canzone con le migliori prestazioni del 1997 |

| Data         | Brano                                                                | Artista                                          | Totale settimane al numero 1 | Fonti  |
| ------------ | -------------------------------------------------------------------- | ------------------------------------------------ | ---------------------------- | ------ |
| 4 gennaio    | Un-Break My Heart                                                    | Toni Braxton                                     | 11                           | [ 2 ]  |
| 11 gennaio   | Un-Break My Heart                                                    | Toni Braxton                                     | 11                           | [ 3 ]  |
| 18 gennaio   | Un-Break My Heart                                                    | Toni Braxton                                     | 11                           | [ 4 ]  |
| 25 gennaio   | Un-Break My Heart                                                    | Toni Braxton                                     | 11                           | [ 5 ]  |
| 1º febbraio  | Un-Break My Heart                                                    | Toni Braxton                                     | 11                           | [ 6 ]  |
| 8 febbraio   | Un-Break My Heart                                                    | Toni Braxton                                     | 11                           | [ 7 ]  |
| 15 febbraio  | Un-Break My Heart                                                    | Toni Braxton                                     | 11                           | [ 8 ]  |
| 22 febbraio  | Wannabe                                                              | Spice Girls                                      | 4                            | [ 9 ]  |
| 1º marzo     | Wannabe                                                              | Spice Girls                                      | 4                            | [ 10 ] |
| 8 marzo      | Wannabe                                                              | Spice Girls                                      | 4                            | [ 11 ] |
| 15 marzo     | Wannabe                                                              | Spice Girls                                      | 4                            | [ 12 ] |
| 22 marzo     | Can't Nobody Hold Me Down                                            | Puff Daddy featuring Ma$e                        | 6                            | [ 13 ] |
| 29 marzo     | Can't Nobody Hold Me Down                                            | Puff Daddy featuring Ma$e                        | 6                            | [ 14 ] |
| 5 aprile     | Can't Nobody Hold Me Down                                            | Puff Daddy featuring Ma$e                        | 6                            | [ 15 ] |
| 12 aprile    | Can't Nobody Hold Me Down                                            | Puff Daddy featuring Ma$e                        | 6                            | [ 16 ] |
| 19 aprile    | Can't Nobody Hold Me Down                                            | Puff Daddy featuring Ma$e                        | 6                            | [ 17 ] |
| 26 aprile    | Can't Nobody Hold Me Down                                            | Puff Daddy featuring Ma$e                        | 6                            | [ 18 ] |
| 3 maggio     | Hypnotize                                                            | The Notorious B.I.G.                             | 3                            | [ 19 ] |
| 10 maggio    | Hypnotize                                                            | The Notorious B.I.G.                             | 3                            | [ 20 ] |
| 17 maggio    | Hypnotize                                                            | The Notorious B.I.G.                             | 3                            | [ 21 ] |
| 24 maggio    | MMMBop                                                               | Hanson                                           | 3                            | [ 22 ] |
| 31 maggio    | MMMBop                                                               | Hanson                                           | 3                            | [ 23 ] |
| 7 giugno     | MMMBop                                                               | Hanson                                           | 3                            | [ 24 ] |
| 14 giugno    | I'll Be Missing You                                                  | Puff Daddy & Faith Evans featuring 112           | 11                           | [ 25 ] |
| 21 giugno    | I'll Be Missing You                                                  | Puff Daddy & Faith Evans featuring 112           | 11                           | [ 26 ] |
| 28 giugno    | I'll Be Missing You                                                  | Puff Daddy & Faith Evans featuring 112           | 11                           | [ 27 ] |
| 5 luglio     | I'll Be Missing You                                                  | Puff Daddy & Faith Evans featuring 112           | 11                           | [ 28 ] |
| 12 luglio    | I'll Be Missing You                                                  | Puff Daddy & Faith Evans featuring 112           | 11                           | [ 29 ] |
| 19 luglio    | I'll Be Missing You                                                  | Puff Daddy & Faith Evans featuring 112           | 11                           | [ 30 ] |
| 26 luglio    | I'll Be Missing You                                                  | Puff Daddy & Faith Evans featuring 112           | 11                           | [ 31 ] |
| 2 agosto     | I'll Be Missing You                                                  | Puff Daddy & Faith Evans featuring 112           | 11                           | [ 32 ] |
| 9 agosto     | I'll Be Missing You                                                  | Puff Daddy & Faith Evans featuring 112           | 11                           | [ 33 ] |
| 16 agosto    | I'll Be Missing You                                                  | Puff Daddy & Faith Evans featuring 112           | 11                           | [ 34 ] |
| 23 agosto    | I'll Be Missing You                                                  | Puff Daddy & Faith Evans featuring 112           | 11                           | [ 35 ] |
| 30 agosto    | Mo Money Mo Problems                                                 | The Notorious B.I.G. featuring Puff Daddy & Ma$e | 2                            | [ 36 ] |
| 6 settembre  | Mo Money Mo Problems                                                 | The Notorious B.I.G. featuring Puff Daddy & Ma$e | 2                            | [ 37 ] |
| 13 settembre | Honey                                                                | Mariah Carey                                     | 3                            | [ 38 ] |
| 20 settembre | Honey                                                                | Mariah Carey                                     | 3                            | [ 39 ] |
| 27 settembre | Honey                                                                | Mariah Carey                                     | 3                            | [ 40 ] |
| 4 ottobre    | 4 Seasons of Loneliness                                              | Boyz II Men                                      | 1                            | [ 41 ] |
| 11 ottobre   | Candle in the Wind 1997 / Something About the Way You Look Tonight † | Elton John                                       | 14                           | [ 42 ] |
| 18 ottobre   | Candle in the Wind 1997 / Something About the Way You Look Tonight † | Elton John                                       | 14                           | [ 43 ] |
| 25 ottobre   | Candle in the Wind 1997 / Something About the Way You Look Tonight † | Elton John                                       | 14                           | [ 44 ] |
| 1º novembre  | Candle in the Wind 1997 / Something About the Way You Look Tonight † | Elton John                                       | 14                           | [ 45 ] |
| 8 novembre   | Candle in the Wind 1997 / Something About the Way You Look Tonight † | Elton John                                       | 14                           | [ 46 ] |
| 15 novembre  | Candle in the Wind 1997 / Something About the Way You Look Tonight † | Elton John                                       | 14                           | [ 47 ] |
| 22 novembre  | Candle in the Wind 1997 / Something About the Way You Look Tonight † | Elton John                                       | 14                           | [ 48 ] |
| 29 novembre  | Candle in the Wind 1997 / Something About the Way You Look Tonight † | Elton John                                       | 14                           | [ 49 ] |
| 6 dicembre   | Candle in the Wind 1997 / Something About the Way You Look Tonight † | Elton John                                       | 14                           | [ 50 ] |
| 13 dicembre  | Candle in the Wind 1997 / Something About the Way You Look Tonight † | Elton John                                       | 14                           | [ 51 ] |
| 20 dicembre  | Candle in the Wind 1997 / Something About the Way You Look Tonight † | Elton John                                       | 14                           | [ 52 ] |
| 27 dicembre  | Candle in the Wind 1997 / Something About the Way You Look Tonight † | Elton John                                       | 14                           | [ 53 ] |

Note:
1. ↑  Ha raggiunto il numero uno anche nel 1996.
2. ↑  Ha raggiunto il numero uno anche nel 1998.

## Top 10 Year-End 1997
Alla fine di ogni anno, Billboard pubblica una lista delle 100 canzoni che hanno avuto più successo nella Hot 100 durante l'anno di riferimento. Di seguito sono proposte le prime 10 posizioni della classifica di fine anno.
| #  | Brano                                                              | Artista/i                              | Posizione massima | Fonti |
| -- | ------------------------------------------------------------------ | -------------------------------------- | ----------------- | ----- |
| 1  | Candle in the Wind 1997 / Something About the Way You Look Tonight | Elton John                             | 1                 | [ 1 ] |
| 2  | You Were Meant for Me / Foolish Games                              | Jewel                                  | 2                 | [ 1 ] |
| 3  | I'll Be Missing You                                                | Puff Daddy & Faith Evans featuring 112 | 1                 | [ 1 ] |
| 4  | Un-Break My Heart                                                  | Toni Braxton                           | 1                 | [ 1 ] |
| 5  | Can't Nobody Hold Me Down                                          | Puff Daddy featuring Ma$e              | 1                 | [ 1 ] |
| 6  | I Believe I Can Fly                                                | R. Kelly                               | 2                 | [ 1 ] |
| 7  | Don't Let Go (Love)                                                | En Vogue                               | 2                 | [ 1 ] |
| 8  | Return of the Mack                                                 | Mark Morrison                          | 2                 | [ 1 ] |
| 9  | How Do I Live                                                      | LeAnn Rimes                            | 2                 | [ 1 ] |
| 10 | Wannabe                                                            | Spice Girls                            | 1                 | [ 1 ] |